# Hydraenida sanctijacobi
Hydraenida sanctijacobi är en skalbaggsart som beskrevs av Manfred A. Jäch 1998. Hydraenida sanctijacobi ingår i släktet Hydraenida och familjen vattenbrynsbaggar. Inga underarter finns listade i Catalogue of Life.